# Stagmomantis cinctipes
Stagmomantis cinctipes är en bönsyrseart som beskrevs av Giglio-tos 1917. Stagmomantis cinctipes ingår i släktet Stagmomantis och familjen Mantidae. Inga underarter finns listade i Catalogue of Life.